# Gasgrid Finland
Gasgrid Finland Oy är statligt helägt finländskt företag, som äger och driver överföringsnätet för gas i Finland.

## Historik
De första delarna av det finländska naturgasnätet togs i drift 1974. Den finländska delen drevs av Neste fram till 1994, då Gasum bildades som ett samriskföretag mellan Neste (75 %) och ryska Gazprom (25 %). I samband med sammanslagningen av Neste och Imatran Voima 1998 var det då bildade företaget Fortum tvunget att reducera sin andel i Gasum till 25 %, medan den finländska staten (24 %), E.ON (20 %) och ett konsortium av de finländska skogsindustriföretagen Stora Enso, UPM och M-real (6 %) inträdde som nya delägare. År 2004 köpte Fortum konsortiets sexprocentiga andel. År 2015 sålde Fortum och E.ON sina andelar till den finländska staten och året därpå sålde också Gazprom sin andel till den finländska staten.
År 2000 avskiljdes ägande och drift av gasnätet från Gasum i linje med Europeiska unionens Direktiv 2009/73/EC ("Tredje energipaketet") till det nyupprättade Gasgrid Finland Oy.

## Flytande LNG-terminal
Gasgrid överenskom i maj 2022 med amerikanska Excelerate Energy om att för en tioårsperiod hyra FSRU Exemplar att förankras i Fortums hamn i Joddböle utanför Ingå. Denna planeras att tas i drift som flytande LNG-terminal i januari 2023. Dess regasifieringskapacitet översiger med god marginal Finlands gasförbrukning, och gas planeras att exporteras till det baltiska gasnätet via gasledningen Balticconnector, som ligger 1,5 kilometer från kajplats.